# Papilio plagiatus
The Mountain Mimetic Swallowtail (Papilio plagiatus)là một loài bướm thuộc họ Papilionidae. Nó được tìm thấy ở forests of Nigeria, Cameroon, the Central African Republic, southern Sudan, Congo, Uganda and northern Zaire.